# Crozet, Ain
Crozet är en kommun i departementet Ain i regionen Auvergne-Rhône-Alpes i östra Frankrike. Kommunen ligger  i kantonen  Gex som ligger i arrondissementet Gex. Kommunens areal är 27,47 km². År 2022 hade Crozet 2 354 invånare.

## Befolkningsutveckling
Antalet invånare i kommunen Crozet
Referens: INSEE